# Bandiera dell'Oblast' di Kaliningrad
La bandiera dell'exclave russa dell'Oblast' di Kaliningrad è un rettangolo con un rapporto di 2:5 diviso in tre strisce orizzontali. La striscia superiore è rossa, una sottile striscia gialla (1/3 della striscia superiore) al centro e una striscia blu scuro delle stesse dimensioni della barra rossa. Nel cantone è raffigurato un castello medievale stilizzato in argento e nero con porte aperte e il monogramma dell'imperatrice Elisabetta Petrovna (sotto il cui regno alcune parti della regione furono per breve tempo sotto il controllo russo durante la Guerra dei Sette Anni).
La legge non specifica il significato dei colori. Sulla stampa russa si affermava che la fortezza argentata con le porte aperte simboleggiava l'ospitalità, il blu scuro il Mar Baltico e la tranquillità, il giallo la ricchezza dell'ambra e il rosso il principio dell'uomo attivo (цвет активного мужского начала).
La legge sulla bandiera e lo stemma è entrata in vigore il 9 giugno 2006. In precedenza, questa regione russa più occidentale non aveva una bandiera. Quando si progettava di adottare una bandiera, un'altra proposta era un tricolore con tre strisce orizzontali di verde, bianco e blu scuro, simile alla bandiera della Sierra Leone. Un'altra proposta era simile alla bandiera della Scozia, ma con una croce di Sant'Andrea gialla.